# Sandokan kaltim
Espèce
Synonymes
- Oncopus kaltim Schwendinger, 2007

Sandokan kaltim est une espèce d'opilions laniatores de la famille des Sandokanidae.

## Distribution
Cette espèce est endémique du Kalimantan en Indonésie. Elle se rencontre vers Sangkulirang.

## Description
Le mâle holotype mesure 7,3 mm et le mâle paratype 7,4 mm.

## Systématique et taxinomie
Cette espèce a été décrite sous le protonyme Oncopus kaltim par Schwendinger en 2007. Le nom Oncopus Thorell, 1876 étant préoccupé par Oncopus Herrich-Schaeffer, 1855, il est remplacé par Sandokan par Özdikmen et Kury en 2007.

## Étymologie
Son nom d'espèce lui a été donné en référence au lieu de sa découverte, le Kalimantan Timur.

## Publication originale
- Schwendinger, 2007 : « A taxonomic revision of the family Oncopodidae VII. A new Oncopus species (Opiliones, Laniatores) from eastern Kalimantan. » Revue Suisse de Zoologie, vol. 114, no 4, p. 729–733 (texte intégral).